# Дженна Прандіні
Дженна Прандіні (20 листопада 1992 , Кловіс, Каліфорнія ) — американська легкоатлетка, що спеціалізується на бігу на короткі дистанції, срібна призерка Олімпійських ігор 2020 року.

## Кар'єра
| Рік             | Змагання                        | Місце проведення          | Місце           | Дисципліна            | Результат       | Примітки        |
| Представник США | Представник США                 | Представник США           | Представник США | Представник США       | Представник США | Представник США |
| --------------- | ------------------------------- | ------------------------- | --------------- | --------------------- | --------------- | --------------- |
| 2015            | Чемпіонат світу                 | Пекін, Китай              | 13              | біг на 200 метрів     | 22.87           |                 |
| 2015            | Чемпіонат світу                 | Пекін, Китай              | 2               | естафета 4×100 метрів | 41.68           |                 |
| 2016            | Олімпійські випробування США    | Юджин, США                | 5               | біг на 100 метрів     | 10.96           |                 |
| 2016            | Олімпійські випробування США    | Юджин, США                | 3               | біг на 200 метрів     | 22.53           |                 |
| 2016            | Олімпійські ігри                | Ріо-де-Жанейро, Бразилія  | 10              | біг на 200 метрів     | 22.62           |                 |
| 2017            | Світові легкоатлетичні естафети | Нассау, Багамські Острови | —               | естафета 4×100 метрів | DNF             |                 |
| 2018            | Чемпіонат NACAC                 | Торонто, Канада           | 1               | біг на 100 метрів     | 10.96           |                 |
| 2018            | Чемпіонат NACAC                 | Торонто, Канада           | 1               | естафета 4×100 метрів | 42.50           |                 |
| 2018            | Континентальний кубок ІААФ      | Острава, Чехія            | 3               | біг на 100 метрів     | 11.21           |                 |
| 2018            | Континентальний кубок ІААФ      | Острава, Чехія            | 1               | естафета 4×100 метрів | 42.11           |                 |
| 2019            | Світові легкоатлетичні естафети | Йокогама, Японія          | —               | естафета 4×200 метрів | DNF             |                 |
| 2021            | Олімпійські випробування США    | Юджин, США                | 3               | біг на 100 метрів     | 11.11           |                 |
| 2021            | Олімпійські випробування США    | Юджин, США                | 2               | біг на 200 метрів     | 21.89           |                 |
| 2021            | Олімпійські ігри                | Токіо, Японія             | 14              | біг на 100 метрів     | 11.11           |                 |
| 2021            | Олімпійські ігри                | Токіо, Японія             | 13              | біг на 200 метрів     | 22.57           |                 |
| 2021            | Олімпійські ігри                | Токіо, Японія             | 2               | естафета 4×100 метрів | 41.45           | SB              |
| 2022            | Чемпіонат світу                 | Юджин, США                | 8 (пф.)         | біг на 200 метрів     | 22.08           |                 |
| 2022            | Чемпіонат світу                 | Юджин, США                | 1               | естафета 4×100 метрів | 41.14           | WL              |